# Лагеря ГУЛАГа в Салавате
Лагеря главного управления исправительно-трудовых лагерей, трудовых поселений и мест заключения (ГУЛаг) в Салавате (строительство № 18) — подразделение НКВД, министерства внутренних дел, министерства юстиции СССР, осуществлявшее руководство системой исправительно-трудовых лагерей (ИТЛ) в 1948—1953 годах в Салавате. Салаватские лагеря ГУЛаг организованы 08.01.1949, закрыты 14.05.1953

## История[2]
В соответствии с постановлением Совета Министров СССР № 1001-346 от 30 марта 1948 года Министерство внутренних дел СССР должно было организовать лагеря для заключённых в районе Ишимбая для строительства комбината № 18 и завести в них 12 тысяч заключённых.
Управление лагерей города Салавата располагалось по адресу: Башкирская АССР, г. Ишимбай, Садовая ул., д. 5. Лагеря имели подчинение ГУЛПС с 07.02.1949, ГСНС с 06.10.1951, ГУЛАГ МЮ с 02.04.1953. Литер лагерей — ВН, Телеграфтный код — «Кама». Литерное обозначение «ВН» ранее принадлежало Хакасскому исправительно-трудовому лагерю (ИТЛ), но по просьбе Главнефтегазстроя на базе ресурсов последнего и был организованы ИТЛ Строительства № 18.

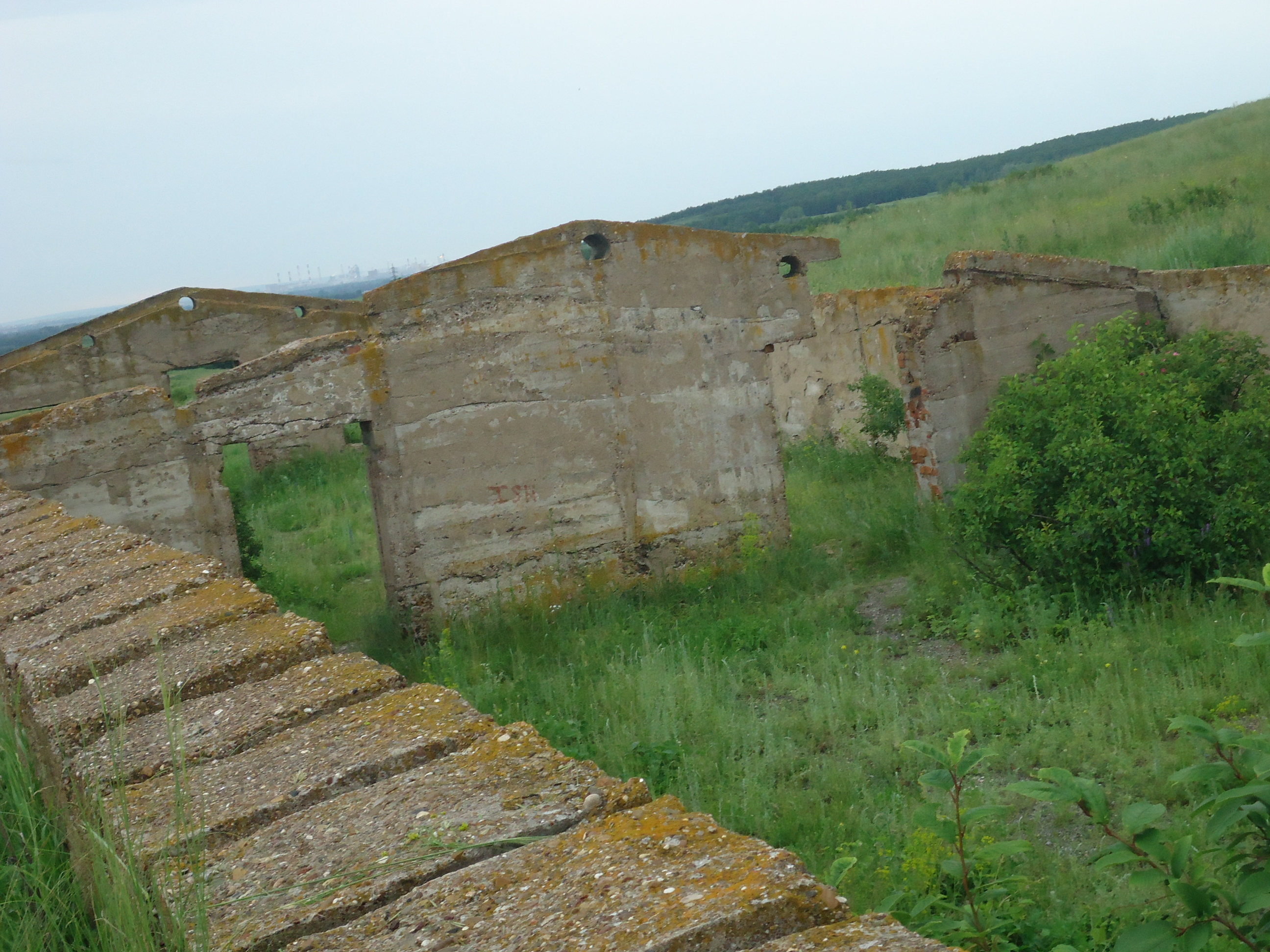
Руины лагерных построек ИТЛ каторжного режима под Ишимбаем

С 1948 года в городе Салавате находилось пять лагерей системы ГУЛаг. Лагеря города имели общий режим. Лагеря каторжного режима находились у горы-шихана под городом Ишимбаем. Там заключённые работали на добыче камня, жили рядом в кирпичных строениях. На работу выходили в кандалах и никогда их не снимали. Спали на голом полу, получали по 400 грамм хлеба и два раза в сутки кипяток. Хоронили их тут же, недалеко от выработок известняка. В зоне имелись столовая, пекарня и магазин. Кроме общей столовой с трёхразовым питанием действовала и платная. Там можно было поесть за деньги. Кино в лагере показывали регулярно, работали радио, библиотека.
Всего в 1951 году в Салавате было шесть лагерей № 1, № 2, № 3, № 4, № 5, № 6. Чуть позже их стало десять. Рядом со вторым лагерем, в сторону нынешнего молокозавода, через проволочное ограждение, размещался женский лагерь № 3.
Лагеря общего режима в Салавате находились в районе улиц Северной, Первомайской, Строителей. Бараки для заключённых лагерей были огорожены забором с колючей проволокой, проволока была подключена к высокому напряжению. Бараки, в которых жили заключённые, были отдельно для пленных и гражданских, мужчин и женщин. По вечерам между бараками стоял невероятный шум — это общались заключённые между бараками.
Смертность заключённых в салаватских лагерях ГУЛаг превышала среднюю смертность по стране.
Люди умирали из-за несчастных случаев на стройке, из-за воспаления лёгких, осложнений после гриппа и др., так как приходилось выходить на работу плохо одетыми и обутыми, жить в плохо отапливаемых бараках, работать на стройках на открытом небе.
Жители города помогали заключённым выживать — подкармливали их во время работы, записывали им перевыполнение плана на работе, чтобы уменьшить срок заключения.
Работники НКВД Салавата также предлагали многим свободным гражданам сотрудничество с органами. Регулярно вызывали их на собеседования, чтобы узнать, кто о чём говорит, нет ли недовольных Советской властью. Те кто был в плену, интернирован, находился во время Великой Отечественной войны на занятой немцами территории или имел неподходящую национальность, вынуждены были регулярно являться в органы и отмечаться. Для выезда работника в отпуск было необходимо брать разрешение органов НКВД.
Пленные немцы были выпущены к 1952 году.
После смерти Сталина в 1953 году лагеря в Салавате закрылись. Заключённые уголовники переведены в исправительные заведения. В бараках стали проживать жители города Салавата. После освобождения часть заключённых оставалась жить и работать в Салавате.

## Численность заключённых
Количество заключённых в Салаватских лагерях ГУЛаг постоянно изменялось:
- 01.05.1949 — 3620 человек
- 01.01.1950 — 14 858 человек
- 01.01.1951 — 17 968 человек
- 01.01.1952 — 25 840 человек
- 01.03.1952 — 27 540 человек, в том числе 2968 женщин, 3324 осуждённых за к/рев. преступления
- 01.01.1953 — 29 422 человек
- 01.04.1953 — 29 873 человек

## Руководство ГУЛАГ

### Начальники Управления
- В. Г. Наседкин (до 2 сентября 1947)
- Г. П. Добрынин (до 31 января 1951)
- И. И. Долгих (до 5 октября 1954)
- С. Е. Егоров (до 4 апреля 1956)
- П. Н. Бакин (до 6 мая 1958)
- М. Н. Холодков (до 13 июня 1960)

### Начальники лагерей по г. Салавату
- Меркурьев В. Д. — инженер-майор, с 07.02.1949 по 09.12.1950 г. (исключён за смертью)
- Пономарев С. А.[5] — инженер-капитан, с 31.10.1950 по 06.04.1951 г.
- Василенко Г. В. — инженер-полковник, с 22.02.1951 по 17.03.1953г
- Сайко П. И. — в/с, с 01.04.1953 по 14.05.1953 г.
- Цивьян Г. Я — полковник, с 07.02.1949 по 30.08.1949 г.
- Камаев К. П. — капитан 1949 — 28.03.50
- Шубин Н. С. — майор, 28.03.1950 — 1951 г.
- Сайко П. И. в/с — (упом. 19.03.53).
- Гончаров Х. Х — начальник женского лагеря.

## Роль в строительстве Салавата

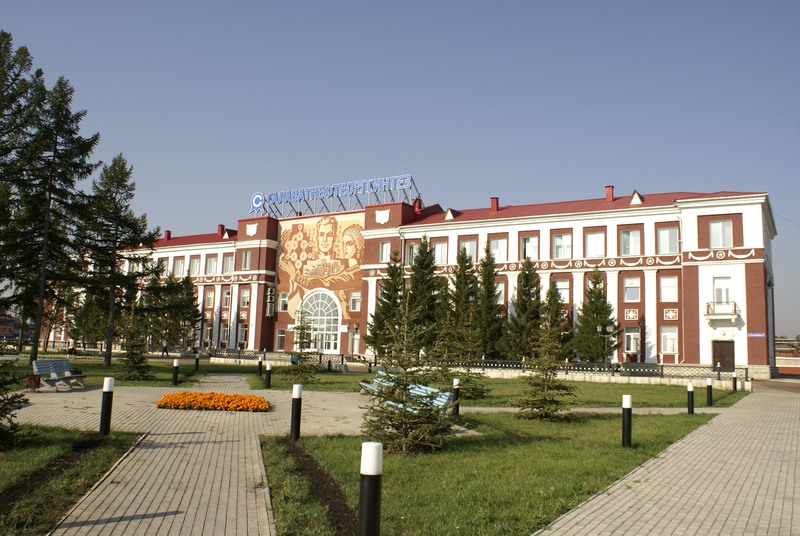
Административное здание комбината № 18

Объекты строительства заключёнными в Салавате:
- Комбинат № 18 МНП
- Строительство ямной ёмкости для мазута объёмом 1,5 млн м³
- Строительство Салаватской ТЭЦ и ЛЭП3
- Строительство водозаборных сооружений на р. Белой
- Строительство ремонтно-механического завода
- Строительство кирпичного завода
- Строительство и эксплуатация асфальтобетонного завода
- Строительство бетонного, известкового, шлакоблочного заводов и ДОКа
- Строительство водопровода и канализации
- Строительство объектов соцкультбыта
- Жилищное строительство — строительство бараков и двух этажных жилых домов в Салавате, в старом районе города.

Заключённые строем ходили на работу на объекты строительства в Салавате. За работу им платили зарплату. В случае перевыполнения плана им уменьшался срок заключения.
Трудовой день заключённых составлял до 10-12 часов максимально.
Зимой, в случае сильных морозов работы отменялись.

## Правонарушения
Были попытки побегов из лагерей Салавата. За год совершалось по два-три побега, в том числе вооружённых. Одного бежавшего поймали уже в Ташкенте.
Четверо заключённых лагеря захватили самосвал и рванули через лагерь. Двоих взяли живыми.
Всем беглецам автоматически накидывали сверх уже имеющегося приговора, ещё более солидные сроки за попытку бегства. Была своего рода традиция — пойманных клали лицом на землю у входа в лагерь, чтобы всем было видно.

## Интересные факты
В Башкортостане создана региональная организация Российской ассоциации жертв незаконных политических репрессий